# NGC 62
NGC 62 je galaksija u zviježđu Kit.

## Vanjske poveznice
- SEDS: NGC 0062